# Joe E. Tata
Joe E. Tata (ur. 13 września 1936 w Pittsburghu, zm. 24 sierpnia 2022 w Los Angeles) – amerykański aktor. Wystąpił jako Nat Bussichio, właściciel i operator restauracji Peach Pit, w serialu telewizyjnym dla młodzieży Beverly Hills, 90210 (1990–2000) i spin-off 90210 (2008). Od 2014 cierpiał na chorobę Alzheimera. Zmarł w wieku 85 lat.

## Filmografia
- 1960: Peter Gunn jako Arthur Curtis
- 1966: Mission: Impossible jako Roulette Croupier
- 1966: Batman jako Goon / Tallow
- 1968: Batman jako Suleiman
- 1969: Mission: Impossible jako King Said
- 1972: Mission: Impossible jako Al
- 1976: Ulice San Francisco jako Bobby Waldron
- 1977: Sierżant Anderson
- 1981: Dni naszego życia (Days of our Lives) jako Warren
- 1983: Hotel jako Jimbo
- 1984: Mike Hammer jako John Box
- 1985: Drużyna A jako Bookie McGrudy
- 1985: Matt Houston jako dr Dyre
- 1985: Żony Hollywood (Hollywood Wives) jako Elliot
- 1986: Posterunek przy Hill Street jako Fratello
- 1987: Szpital miejski (General Hospital) jako Rudy King
- 1987: Magnum jako Benny Travis, P.I.
- 1990–2000: Beverly Hills, 90210 jako Nat Busschio
- 2001: Czarodziejki jako inspektor policji
- 2008: 90210 jako Nat Bussichio